# گانگستر آمریکایی (فیلم)
گانگستر آمریکایی (به انگلیسی: American Gangster) یک فیلم جنایی بیوگرافی آمریکایی محصول ۲۰۰۷ به کارگردانی و تهیه کنندگی ریدلی اسکات و با بازی ستارگانی همچون راسل کرو و دنزل واشنگتن است.

## بازیگران
- دنزل واشنگتن ... فرانک لوکاس (فروشنده مواد مخدر)
- راسل کرو... کارآگاه ریچارد رابرتز
- لیماری نادال... اوا کندو (همسر فرانک لوکاس)
- جاش برولین... کارآگاه تروپو
- روبی دی... مادر فرانک لوکاس
- آرمانت است... یکی از دلال‌ها
- مالکام گوینگ... جیمی زی
- کلارنس ویلیامز سوم... بامپی پیر

## جوایز
این فیلم کاندیدای ۲ اسکار (کاندیدای اسکار بهترین طراحی هنری-کاندیدای اسکار بهترین بازیگر نقش مکمل زن) در سال ۲۰۰۸ شد.